# Dixon (Illinois)
Dixon ist eine Stadt (mit dem Status „City“) und Verwaltungssitz des Lee County im Norden des US-amerikanischen Bundesstaates Illinois. Das U.S. Census Bureau hat bei der Volkszählung 2020 eine Einwohnerzahl von 15.274 ermittelt.

## Geografie
Dixon liegt auf 41°50′20″ nördlicher Breite und 89°28′46″ westlicher Länge und erstreckt sich über 20 km², die sich auf 19 km² Land- und 1 km² Wasserfläche verteilen. Die Stadt liegt beiderseits des Rock River. Der Mississippi, der die Grenze zu Iowa bildet, befindet sich 70 km westlich; die Grenze zu Wisconsin verläuft rund 80 km nördlich.
Die Stadt bildet das Zentrum der Dixon Township, erstreckt sich aber zu einem Teil auch bis in die South Dixon Township.
Benachbarte Orte von Dixon sind Grand Detour (10 km nordöstlich), Nachusa (8,4 km östlich), Lee Center (19,9 km südöstlich), Nelson (12,3 km südwestlich), Palmyra (9,9 km westlich) und Woosung (14,4 km nordwestlich).
Die nächstgelegenen größeren Städte sind Rockford (68 km nordöstlich), Chicago (165 km östlich), Peoria (145 km südlich), die Quad Cities (113 km westsüdwestlich) und Dubuque in Iowa (152 km nordwestlich).

## Bauwerke (Auswahl)
Seit ihrer Fertigstellung macht ein neues Kirchengebäude der Christian Science-Gemeinde von sich reden, denn es zeigt in der Draufsicht deutlich einen Penis.
Museen und Kunstgalerien bereichern das Leben der Stadt.
Im Schulgebäude, das Ronald Reagan besucht hatte, hat sich das Northwest Territory Historic Center als Geschichts- und Lernzentrum etabliert.

## Verkehr
Entlang des südlichen Stadtrandes von Dixon führt in West-Ost-Richtung die Interstate 88, die Chicago mit den Quad Cities verbindet. Im Zentrum der Stadt treffen der U.S. Highway 52 sowie die Illinois State Routes 2, 26 und 38 zusammen. Alle weiteren Straßen sind untergeordnete teils unbefestigte Fahrwege sowie innerstädtische Verbindungsstraßen.
Parallel zum Rock River verläuft eine Eisenbahnlinie der Union Pacific Railroad durch das Zentrum von Dixon.
Im Südosten des Stadtgebiets von Dixon befindet sich mit dem Charles R. Walgreen Field ein kleiner Flugplatz. Die nächstgelegenen größeren Flughäfen sind der 61,8 km nordöstlich gelegene Chicago Rockford International Airport und der 114 km südwestlich der Stadt gelegene Quad City International Airport.

## Demografische Daten
Nach der Volkszählung im Jahr 2010 lebten in Dixon 15.733 Menschen in 5826 Haushalten. Die Bevölkerungsdichte betrug 828,1 Einwohner pro Quadratkilometer. In den 5826 Haushalten lebten statistisch je 2,26 Personen.
Ethnisch betrachtet setzte sich die Bevölkerung zusammen aus 83,9 Prozent Weißen, 10,2 Prozent Afroamerikanern, 0,2 Prozent amerikanischen Ureinwohnern, 1,0 Prozent Asiaten sowie 2,9 Prozent aus anderen ethnischen Gruppen; 1,8 Prozent stammten von zwei oder mehr Ethnien ab. Unabhängig von der ethnischen Zugehörigkeit waren 6,7 Prozent der Bevölkerung spanischer oder lateinamerikanischer Abstammung.
19,8 Prozent der Bevölkerung waren unter 18 Jahre alt, 65,9 Prozent waren zwischen 18 und 64 und 14,3 Prozent waren 65 Jahre oder älter. 44,9 Prozent der Bevölkerung war weiblich.

Das mittlere jährliche Einkommen eines Haushalts lag bei 41.649 USD. Das Pro-Kopf-Einkommen betrug 22.878 USD. 11,3 Prozent der Einwohner lebten unterhalb der Armutsgrenze.

## Söhne und Töchter der Stadt
- George Ham Page (1836–1899) und Charles Page (1838–1873), Gründer der Anglo-Swiss Condensed Milk Company
- John Devine (* 1985), Radrennfahrer
- John Adelbert Parkhurst (1861–1925), Astronom
- H. Allen Smith (1909–1998), Politiker
- Rondi Reed (* 1952), Schauspielerin und Sängerin

## Mit Dixon verbundene Persönlichkeiten
Ronald Reagan ist hier aufgewachsen; das Haus seiner Kindheit ist inzwischen ein Museum Präsidentenhaus.